# Segaran (Tiris)
Segaran is een bestuurslaag in het regentschap Probolinggo van de provincie Oost-Java, Indonesië. Segaran telt 2582 inwoners (volkstelling 2010).